# Красноярская летняя школа
Красноя́рская ле́тняя шко́ла (КЛШ) — школа дополнительного образования для старшеклассников. Проходит каждое лето в июле-августе в окрестностях Красноярска. Одна из старейших ныне действующих летних школ в России.
КЛШ проводится ежегодно с 1976 года, её продолжительность составляет обычно 21 день. Преимущественное место проведения до 1991 года и с 1997 по 2010 — пионерлагерь «Таежный» на берегу Енисея у села Атаманово; с 1992 по 1996 — лагерь отдыха «Горный», а с 2011 — лагерь «Орбита», расположенный около Железногорска, в 50 км к северо-востоку от Красноярска.

## Создание КЛШ
Инициатором создания КЛШ по примеру Летней школы при Новосибирской ФМШ выступил профессор Владимир Григорьевич Пивоваров, тогда сотрудник Красноярского вычислительного центра Сибирского отделения АН СССР и преподаватель Красноярского университета, КрасГУ. Эта идея была конструктивно поддержана ректором КрасГУ профессором Вениамином Сергеевичем Соколовым, а непосредственная организация Летней школы была осуществлена Владиславом Олеговичем Бытевым, ставшим её первым директором.
Первая школа (тогда она называлась Летняя физико-математическая школа при КрасГУ, ЛФМШ) была проведена в пионерлагере «Таёжном» в августе 1976 года группой молодых преподавателей Красноярского университета и сотрудников академических институтов Красноярска, интересовавшихся возможностью прямого образовательного и культурного влияния учёных на школьников старших классов. В первой ЛФМШ было всего 14 преподавателей и сорок школьников. В последующие годы масштаб школы увеличился, появились студенты-вожатые, численность школьников возросла до ста пятидесяти — двухсот человек. В 1979 году школа перестала быть только физико-математической, открылось биолого-химическое отделение,  появилась современная аббревиатура «КЛШ». Исходно она расшифровывалась как «Краевая летняя школа» (полное название — «Краевая летняя школа по естественным наукам при Красноярском государственном университете»), нынешнее название — «Красноярская летняя школа», используемое с 1995 года, — следствие возросшей известности КЛШ за пределами Красноярского края и участия в ней школьников и сотрудников из других регионов и стран, а также расширения предметных направлений школы. Первоначальная же образовательная идея школы сохранилась и выросла в целую концепцию альтернативной педагогики, хотя и не называлась так в советские времена.
Методы и принципы работы КЛШ повлияли на другие школы дополнительного образования, некоторые из них заимствовали большую часть своей структуры из КЛШ, считая себя её «потомками». В 1980 году на базе КЛШ прошёл Всесоюзный слёт работников летних школ. При этом КЛШ всегда имела официальный статус и финансирование из университетского и краевого бюджета, оставаясь практически нечувствительной к деталям политического устройства страны.
Профессор А. Н. Горбань о КЛШ:

КЛШ — уникальная лаборатория интенсивной педагогики, которая успешно копируется во многих местах… она, безусловно, произошла от Новосибирской летней школы (её создатели приехали из НГУ). Но поставлены были другие задачи, прошла КЛШ по своему пути далеко, и сама стала образцом для подражания и развития. Новосибирская летняя школа — входные врата в ФМШ. КЛШ — лаборатория интенсивной педагогики. Её главная задача — создание и развитие таких форм работы с детьми и преподавателями, которые позволили бы за три недели сильно увлечься и продвинуться, изменить взгляд на мир. Один из символов КЛШ — человек с резцом и молотком, наполовину освобождённый (высеченный) из камня, продолжающий своё формирование-освобождение. Девиз — работа над собой: день и ночь, каждый час, всегда — работа над собой.

## Работа КЛШ
В каждом сезоне КЛШ принимают участие порядка восьмидесяти сотрудников. Подавляющее большинство из них являются студентами, аспирантами, выпускниками и сотрудниками Московского, Санкт-Петербургского и Новосибирского университетов, НИУ ВШЭ, Московского физико-технического института, а также Сибирского федерального университета и других ведущих вузов России. Большинство сотрудников КЛШ ранее были в ней школьниками. Некоторые сотрудники являются научными работниками исследовательских институтов Российской академии наук.
Вот некоторые особенности работы школы.
- Отбор в КЛШ конкурсный. Победителей олимпиад могут принять на льготной основе[8][9].
- В школе имеется четыре учебных направления[10]: точных наук, естественных наук, филологических наук и общественных наук (раньше было девять более специализированных департаментов).
- Есть обязательные курсы; часть из них сочетает лекционную и семинарскую форму работы, примерно соответствующую принятой в вузах.
- Кроме основных лекционных курсов, учебная программа включает в себя факультативные курсы. Факультативы часто представляют собой небольшие исследовательские проекты.[11]
- Как основные, так и факультативные курсы опираются на школьную программу, но касаются более глубоких тем, часто не изучаемых в школе вообще.
- Школьники живут командами (примерно по десять человек), к каждой команде прикреплены двое вожатых (схема, унаследованная от советских пионерских лагерей), а также стажер (т.н. «зондер», это своеобразная промежуточная стадия между школьником и вожатым, нужная для того, чтобы бывшие школьники набрались опыта перед самостоятельной педагогической работой). Как правило, вожатые являются студентами вузов и ведут в КЛШ учебные курсы.
- До середины 2000-х в КЛШ была традиция проводить краткосрочные экспедиции как научно-исследовательской, так и историко-реставрационной ориентации. Регулярные экспедиции КЛШ с 1986 года опекали памятник деревянной архитектуры Сибири — церковь св. Параскевы в деревне Барабаново[12].
- В школе помимо учебных, проводятся различные спортивные, культурные мероприятия, интеллектуальные игры, экскурсии, праздники и пр. Значительную роль играет свободное общение школьников, студентов, преподавателей, учёных.
- Формально обучение в КЛШ не влияет на поступление в вузы, но иногда вузы неформально его учитывают[13].

## Известные выпускники школы
- Абанов, Александр Геннадьевич[англ.][14]
- Абанов, Артём Геннадьевич[14]
- Андреев, Сергей Геннадьевич
- Ефимов, Игорь Рудольфович[14]
- Катанаев, Владимир Леонидович
- Миркес, Евгений Моисеевич

В одном из интервью Игорь Ефимов сказал:
Важнейшее влияние в выборе профессии на меня лично оказала Красноярская Летняя Школа. Эта замечательная организация была основана в 1976 году всего за пару лет до того, как я туда случайно попал. Теперь ей уже 30 лет. Эта школа каждый год набирает талантливых школьников из Красноярского Края и всей Сибири. Приезжают школьники и из Москвы и Московской области. В общем счете, приезжая в эту школу несколько лет подряд, я провел в ней всего несколько месяцев, но получил заряд на всю жизнь. Красноярская Летняя Школа показала мне, что люди, интересующиеся наукой, живут не только в книжках, но и в реальном мире. В Школе преподавали замечательные учёные и талантливые, преданные детям педагоги. С некоторыми из них я поддерживаю отношения все эти годы, несмотря на то, что нас разбросало по всему миру. Многие работают в ведущих университетах всего мира, в российских и международных органах, ведающих образованием. Опыт этой уникальной Школы ещё предстоит изучить и осмыслить. Она является одной из немногих известных мне организаций в России, да и в мире, которой удалось организовать отбор детей не по принципу дохода или социального положения родителей, а исключительно по принципу способностей и мотивации к занятию наукой. Эта организация сумела привить сильнейший интерес к науке уже нескольким поколениям своих выпускников.После окончания средней школы и двух летних сезонов в Красноярской Летней Школе мне не оставалось ничего другого, как поступить в МФТИ, известном так же как Физтех.

- Александров, Кирилл Сергеевич
- Гительзон, Иосиф Исаевич
- Гнеденко, Борис Владимирович
- Горбань, Александр Николаевич
- Ильяшенко, Юлий Сергеевич
- Кондрашов, Алексей Симонович
- Матиясевич, Юрий Владимирович
- Шабат, Борис Владимирович
- Шалаев, Владимир Михайлович
- Шубин, Михаил Александрович

Из интервью Владимира Шалаева:— Вот вы говорите про талантливую молодёжь, что она у нас имеется. Я знаю, что вы были директором Красноярской летней школы. Поддерживаете контакты с бывшими коллегами?

— О, это очень интересно! Существует большой клуб людей, которые прошли через КЛШ. Я их встречаю повсюду, некоторые из них стали профессорами в Америке, кто-то живёт в Европе, и, конечно, их много здесь. Может быть, слово «мафия» не слишком хорошее, но достаточно лишь сказать, что ты из Летней школы, и сразу становишься как секретный член какой-то особой организации. Я, конечно, поддерживаю с ними контакты, более того, мои ближайшие друзья, как, например, Исаак Фрумин, сейчас проректор в Высшей экономической школе, тоже оттуда. Летняя школа сыграла для меня колоссальнейшую роль, это один из лучших и светлых периодов моей жизни

- Паблик КЛШ ВКонтакте
- Официальный сайт Красноярской летней школы
- В школу — летом! (PDF, 6 МБ) буклет КЛШ 1985 года
- Информация о КЛШ на сайте Института белка РАН

- Летняя школа
- Образование в Красноярске

1. 
2. 
3. 
4. 
5. 
6. 
7. 
8. 
9. 
10. 
11. 
12. 
13. 
14. 
15. 
16. 

- Официальный сайт Красноярской летней школы
- Официальный сайт Красноярской университетской гимназии «Универс»
- В школу — летом! (PDF, 6 МБ) буклет КЛШ 1985 года
- Неофициальные сайты школы —  в том числе клуб сотрудников КЛШ (проект Д. Шпакова)
- Информация о КЛШ на сайте Института белка РАН

Пресса о КЛШ
- Исак Фрумин. Красноярская летняя школа // Квант. — 1982. — № 3. — С. 57. Архивировано 30 марта 2012 года.
- Евгения Жейц. Сказка, в которой живёт реальность // «Наука в Сибири». — Сибирское отделение РАН, 2000, 10 марта. — Вып. 10 (2246).
- Андрей Кульба. В просторечии — «Калоша» // газета «Первое сентября». — «Первое сентября», 2004. — № 60.
- Денис Шпаков. Красноярская летняя школа: рассказ очевидца // Троицкий вариант — Наука. — 2009. — № 9 (28). — С. 10. Архивировано из оригинала 23 мая 2012 года. (PDF, 8 МБ)
- Тимур Юсупов. Где летом подростки занимаются наукой // «Русский репортер». — Группа «Эксперт», 2010, 15 июля. — № 27 (155).
- Артём Михайлов (10 марта 2010). Умные каникулы. Сегодняшняя газета. Дата обращения: 17 октября 2011.
- Егор Задереев (14 сентября 2009). Красноярская краевая летняя школа: скоро юбилей!. NewsLab. Дата обращения: 19 октября 2011.
- Василий Касаткин (22 июня 2011). Не хуже, чем в «Артеке». Красноярский рабочий. Дата обращения: 21 октября 2011.

КЛШ в новостях
- 30-й юбилейный сезон открыла красноярская краевая летняя школа. KNews. 9 августа 2005. Дата обращения: 19 октября 2011.{{cite news}}:  Википедия:Обслуживание CS1 (url-status) (ссылка)
- Калоша, в которую мечтает попасть каждый… Газета «Первое сентября» 2003 № 40. Дата обращения: 19 октября 2011. Архивировано 17 мая 2012 года.
- Красноярская летняя школа XXXVI сезон. Министерство образования Красноярского края. 7 июня 2011. Дата обращения: 19 октября 2011.{{cite news}}:  Википедия:Обслуживание CS1 (url-status) (ссылка)